# Aflorimentul Baurci
Aflorimentul Baurci este un monument al naturii de tip geologic sau paleontologic în Găgăuzia, Republica Moldova. Este amplasat pe drumul Congaz-Baurci, la 2 km de podul peste râul Ialpug, ocolul silvic Congaz, Congaz, parcela 38, subparcela 12. Are o suprafață de 1 ha. Obiectul este administrat de Gospodăria Silvică de Stat Iargara.